# Kaneohe
Kaneohe és una concentració de població designada pel cens dels Estats Units a l'estat de Hawaii. Segons el cens del 2000 tenia 34.970 habitants.

## Demografia
Segons el cens del 2000, Kaneohe tenia 34.970 habitants, 10.976 habitatges, i 8.680 famílies La densitat de població era de 2054,33 habitants per km².
Dels 10.976 habitatges en un 32,7% hi vivien nens de menys de 18 anys, en un 60,4% hi vivien parelles casades, en un 13,7% dones solteres, i en un 20,9% no eren unitats familiars. En el 15,4% dels habitatges hi vivien persones soles el 6,5% de les quals corresponia a persones de 65 anys o més que vivien soles. El nombre mitjà de persones vivint en cada habitatge era de 3,14 i el nombre mitjà de persones que vivien en cada família era de 3,48.
Per edats la població es repartia de la següent manera: un 24,6% tenia menys de 18 anys, un 8,2% entre 18 i 24, un 29,1% entre 25 i 44, un 23,4% de 45 a 64 i un 14,7% 65 anys o més.
L'edat mediana era de 38,0 anys. Per cada 100 dones hi havia 96,14 homes. Per cada 100 dones de 18 o més anys hi havia 93,21 homes.
La renda mediana per habitatge era de 66.006 $ i la renda mediana per família de 71.316 $. Els homes tenien una renda mediana de 40.389 $ mentre que les dones 31.504 $. La renda per capita de la població era de 23.476 $. Aproximadament el 4,4% de les famílies i el 6,1% de la població estaven per davall del llindar de pobresa.

## Poblacions més properes
El següent diagrama mostra les poblacions més properes.